# 科爾曼鎮區 (堪薩斯州華盛頓縣)
科爾曼鎮區（英語：Coleman Township）為美國堪薩斯州華盛頓縣轄下的鎮區。2010年美国人口普查中此鎮區人口有63人。

## 地理
科爾曼鎮區涵蓋總面積為93.9平方（36.26平方英里），其中陸地面積為93.6平方（36.15平方英里），水域面積為0.28平方（0.11平方英里）或0.30%。

## 人口統計
根據2010年美國人口普查，科爾曼鎮區人口有63人，其中男性有35人，女性有28人，人口密度為每平方公里0.67人，住房計35戶。鎮區內的白人有63人，非裔美國人有0人，美洲原住民有0人，亞裔美國人有0人，太平洋島裔美國人有0人，其他種族有0人，混血種族則有0人。此外鎮區內有1人為西班牙裔或拉丁裔美國人。此鎮區之年齡中位數為39.5歲，而男性年齡中位數為37.5歲，女性年齡中位數為40.5歲。

## 交通

### 主要公路
- 36號美國國道
- 15號堪薩斯州州道